# سد دیاله
سد دیاله (به عربی: سد دیاله) یک سد و منطقهٔ مسکونی در عراق است که در ۹۰ کیلومتری شمال شرقی بغداد در استان دیاله عراق واقع شده‌است.